# Le streghe dello Sciliar
Le streghe dello Sciliar è un documentario storico diretto da Andrea Dalfino incentrato sui processi avvenuti in Alto Adige, al Castello di Presule e dintorni all'inizio del XVI secolo, a seguito dei quali più di 10 donne furono condannate al rogo con l'accusa di stregoneria.

## Trama
Partendo dall'analisi del contesto storico ed intrecciando le leggende locali con i fatti realmente accaduti ed esplorando i luoghi degli eventi con l'ausilio e la guida di esperti, Le streghe dello Sciliar racconta le vicende legate ai processi per stregoneria avvenuti al Castello di Presule nei primi anni del XVI secolo, culminando con l'esposizione di ciò che rimane oggi delle streghe in Alto Adige e di come vengono giudicati in retrospettiva i crimini dell'inquisizione oggi.
In particolare modo il documentario ricostruisce le vicissitudini legate alle contadine Anna Miolerin, Anna Jobstin e Katarina Moserin, dei cui processi rimangono ancora oggi le carte giudiziarie parzialmente conservate al Museo Nazionale di Innsbruck.

## Distribuzione
Il documentario è stato presentato fuori concorso al Bolzano Film Festival Bozen il 9 aprile 2022 e distribuito in streaming nella sua versione integrale dalla piattaforma Chili in Italia e nel Regno Unito, ed in versione ridotta per la TV da Rai Alto Adige.